# Magnus Carlsen Invitational
El Magnus Carlsen Invitational (Torneig per invitació Magnus Carlsen) fou un torneig d'escacs en línia que va tindre lloc del 18 d'abril al 3 de maig de 2020 al lloc web Chess24.com. A més del campió mundial d'escacs Magnus Carlsen, que va organitzar el torneig, hi van participar Fabiano Caruana, Ding Liren, Alireza Firouzja, Anish Giri, Hikaru Nakamura, Ian Nepómniasxi i Maxime Vachier-Lagrave. El torneig rebé certa atenció per part dels mitjans de comunicació en ser un dels pocs esdeveniments esportius durant la pandèmia per coronavirus. El torneig va ser retransmès per Chess24.com, amb Jan Gustafsson, Peter Svidler i Lawrence Trent proporcionant la majoria del comentari.

## Fase de classificació
Sistema de tots contra tots. Cada enfrontament consta de quatre jocs semiràpids de 15+10, on el guanyador obté 3 punts. Si els jugadors empaten (2-2) es juga un partit Armageddon, on les blanques tenen 5 minuts i les negres 4, però l'empat resulta en victòria de les negres; el guanyador obté 2 punts i el perdedor 1. No s'admeten ofertes de taules abans de la jugada 40. Els quatre millors en punts queden classificats per a les semifinals, on el primer (Nakamura) s'enfronta al quart (Caruana) i el segon (Ding) al tercer (Carlsen).
| Lloc | Jugador                | 1 | 2 | 3 | 4 | 5 | 6 | 7 | 8 | Punts |
| ---- | ---------------------- | - | - | - | - | - | - | - | - | ----- |
| 1    | Hikaru Nakamura        | * | 2 | 1 | 1 | 3 | 3 | 3 | 2 | 15    |
| 2    | Ding Liren             | 1 | * | 3 | 1 | 3 | 3 | 2 | 2 | 15    |
| 3    | Magnus Carlsen         | 2 | 0 | * | 3 | 2 | 3 | 0 | 3 | 13    |
| 4    | Fabiano Caruana        | 2 | 2 | 0 | * | 3 | 3 | 0 | 3 | 13    |
| 5    | Ian Nepómniasxi        | 0 | 0 | 1 | 0 | * | 2 | 3 | 2 | 8     |
| 6    | Alireza Firouzja       | 0 | 0 | 0 | 0 | 1 | * | 3 | 3 | 7     |
| 7    | Anish Giri             | 0 | 1 | 3 | 3 | 0 | 0 | * | 0 | 7     |
| 8    | Maxime Vachier-Lagrave | 1 | 1 | 0 | 0 | 1 | 0 | 3 | * | 6     |

## Fase eliminatòria i final
Sistema eliminatori. Cada enfrontament consta de quatre jocs semiràpids de 15+10. Si acaba 2:2, es juguen dos jocs ràpids a 5+3. Si segueix empatat es juga una altra parella de jocs a 5+3. Si segueix empatat el resultat es decideix per un joc d'Armageddon, amb el mateix sistema que en la fase classificatòria.
|  | Semifinals         | Semifinals        |    |  | Final              | Final |  |
|  |                    |                   |    |  |                    |       |  |
|  | 1 de maig de 2020  |                   |    |  |                    |       |  |
|  | 1. Hikaru Nakamura | 4                 |    |  |                    |       |  |
|  | 4. Fabiano Caruana | 2                 |    |  |                    |       |  |
|  |                    |                   |    |  |                    |       |  |
|  |                    |                   |    |  | 3 de maig de 2020  |       |  |
|  |                    |                   |    |  | 1. Hikaru Nakamura | 1½    |  |
|  |                    | 3. Magnus Carlsen | 2½ |  |                    |       |  |
|  |                    |                   |    |  |                    |       |  |
|  |                    |                   |    |  |                    |       |  |
|  |                    |                   |    |  |                    |       |  |
|  | 2 de maig de 2020  |                   |    |  |                    |       |  |
|  | 2. Ding Liren      | 1½                |    |  |                    |       |  |
|  | 3. Magnus Carlsen  | 2½                |    |  |                    |       |  |